# Wii Fit
A Wii Fit a Nintendo által fejlesztett videójáték a Wii konzolhoz. Korábban Wii Health Pack kódnéven futott, amelyet 2007. július 11-én jelentett be a híres videójáték-készítő, Shigeru Miyamoto. Hasonlóan a többi Wii játékhoz, a Wii Fit is Mii alapú a játékosok kezelésben. A játékot az úgynevezett Wii Balance Boarddal (Wii egyensúlyozó lap) együtt forgalmazzák. A Wii Fit új kategóriát nyitott a videójátékok piacán, a fitnesz videójátékokét. A Wii Fit hivatalosan 2007. december 1-jén jelent meg Japánban és a közel egymillió darabot adtak el a megjelenés első hetében; 2008. január 20-án az eladott darabszám már meghaladta az 1,1 milliót. Európában a játékot 2008. április 25-én dobták piacra, az Egyesült Államokban pedig ugyanazon év május 19-én.

## Története

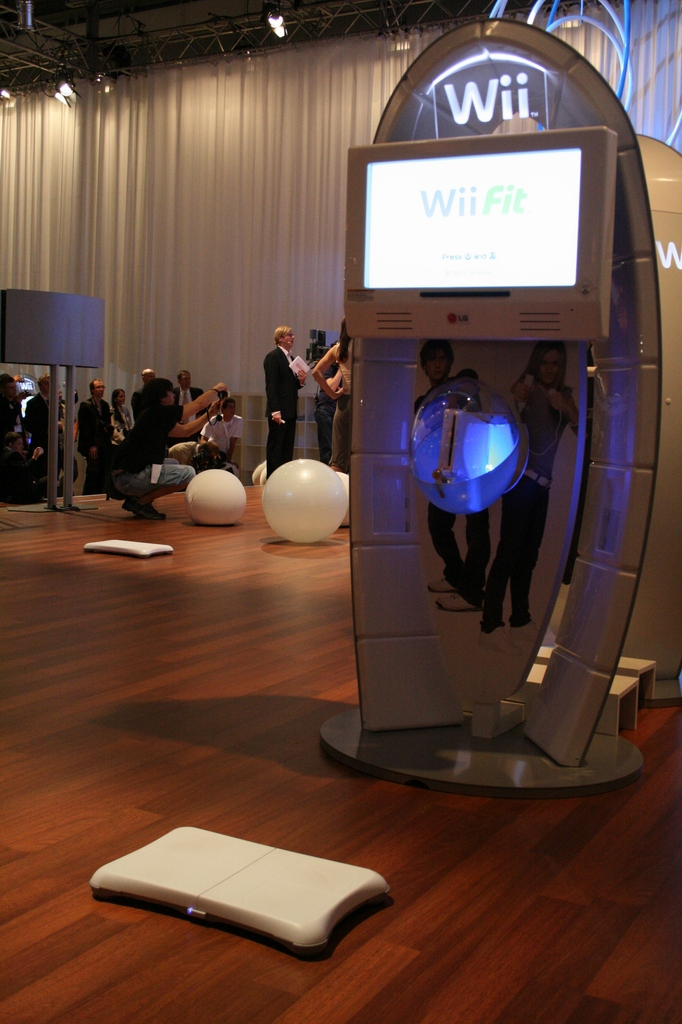
A Wii Fit bemutató stand, Lipcse 2007

A Wii Fitről először Wii Health Pack néven beszélt Shigeru Miyamoto egy 2006. évi őszi konferencián. Később új célt fogalmazott meg a játékkal kapcsolatban, melynek lényege az volt, hogy a játék hozza össze a családokat egy közös testmozgásra. Tulajdonképpen ez az alapötlet vezérelte Miyamotot a teljes Wii széria megalkotásában.
A Wii koncepció alapötletét az szolgáltatta, hogy más játékok használata során (például a Nintendogs) Miyamoto azt a felfedezést tette, hogy azok a mindennapi életre is kihatással lehetnek. Ő és a családja sokkal jobb egészségnek örvendtek, mint korábban, mivel a játék segítségével folyamatos testedzést végeztek és mérték a súlyukat. Felfedezte, hogy mindezeket lehet szórakoztató módon is végezni.
Egy interjú alkalmával 2007-ben Miyamoto felfedte, hogy a Wii Fit munkálatai akkor már több, mint egy éve zajlottak egy külön erre a játékra specializált csapattal. A Wii Balance Board fejlesztése pedig már közel két éve folyt, fejlesztését szumó birkózók ihlették.

## Wii Fit alapjáték
A Wii Fit négy különböző mozgási lehetőséget kínál: jógát, izomerősítő gyakorlatokat, aerobicot és egyensúlyozásra épülő játékokat. Egy virtuális naptár segítségével nyomon követhető a használat gyakorisága és időtartama.

## Folytatása
A játék utódja a Wii Fit Plus, melynek felhasználói felületén saját edzésterv állítható össze. A játék sokkal több lehetőséget nyújt, mint elődje, de ugyanaz az egyensúlyozó lap használható mindkettőhöz.